# Academia Parnaibana de Letras
A Academia Parnaibana de Letras é uma instituição literário-cultural do município de Parnaíba, no norte estado brasileiro do Piauí.

## História
A Academia Parnaibana de Letras foi fundada em 28 de julho de 1983 e a instauração oficial deu-se no dia 19 de outubro com um quadro de trinta membros. A instituição tem entre seus objetivos o estudo e a cultura da língua portuguesa regional e o desenvolvimento literário, científico, filosófico e artístico de Parnaíba; e a formação de acervos bibliográficos e disposição para consulta pública bem como apoios necessários à Biblioteca Municipal Mirócles Veras.

## Publicação

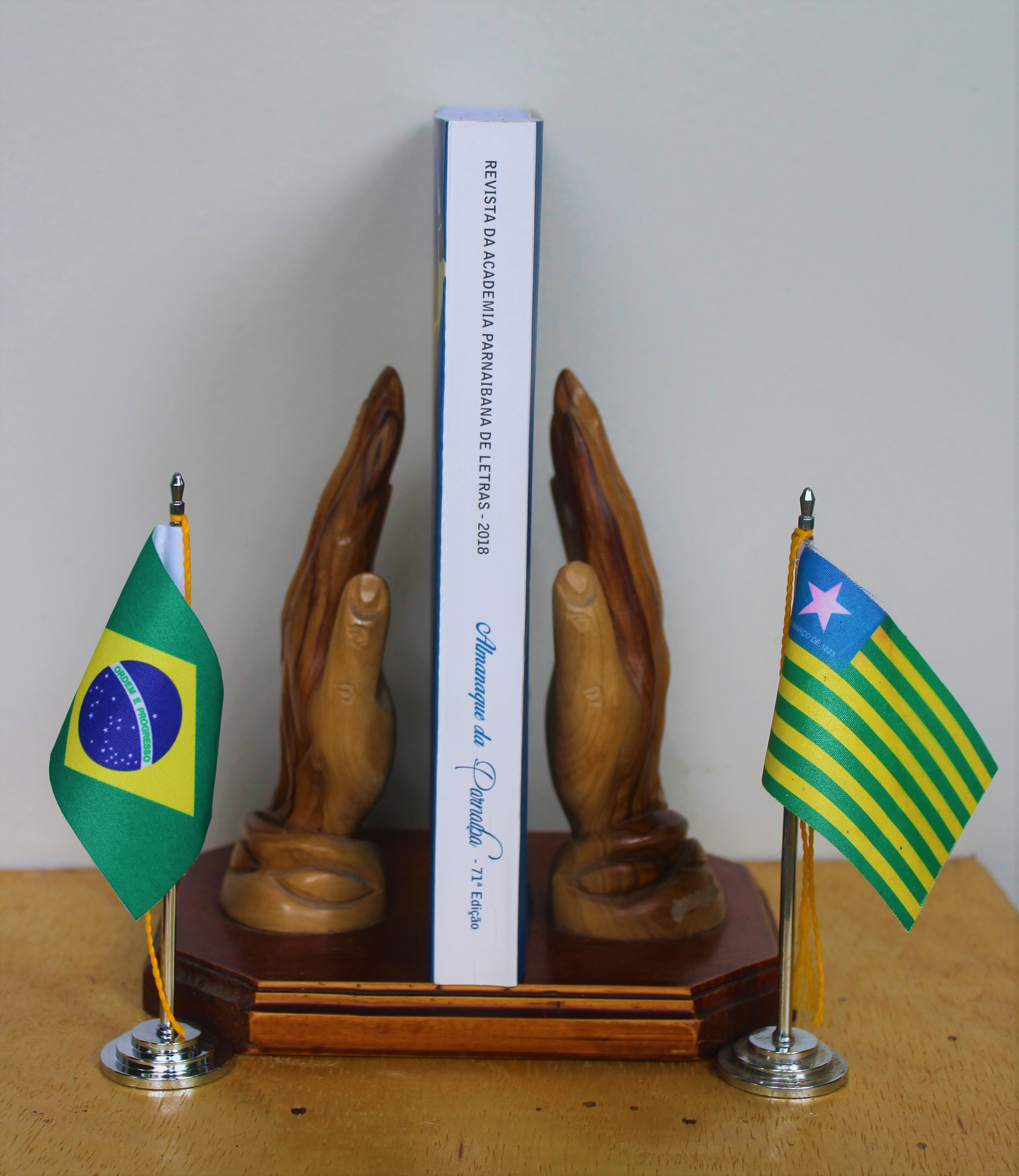
Almanaque da Parnaíba, edição de 2018, como revista da Academia Parnaibana de Letras.

A instituição é desde 1994 responsável por manter a tradição do Almanaque da Parnaíba, um anuário criado na cidade em 1923, e que atualmente funciona como a revista da instituição.